# Князь Кий (роман)
«Князь Кий» — історичний роман українського письменника Володимира Малика про V століття та боротьбу східних слов’ян з загарбниками-гуннами. За цей роман Малику було присуджено літературну премію ім. Лесі Українки.

## Сюжет
Головний герой твору − Кий, син полянського старшини Тура, і його брати. На полюванні брати врятували князя уличів і його родину і дізналися що Ернак, син Аттіли, веде гуннів, щоб підкорити східні племена. Кий закохується в доньку князя угличів Цвітанку. Брати прихистили їх у своєму племені, а самі повідомили про наступ гуннів полянського князя Божедара, який, можна сказати, скоро віддасть душу богам, і на його престол повинен стати один із його синів: або старший Радогаст, або молодший Чорний Вепр, син княгині Чернети (донька Аттіли). Княжич Чорний Вепр приходе на свято Купало до русичів, закохується в Цвітанку і силоміць її викрадає. Кий вирушає до Князя Божедара, щоб той змусив свого сина віддати Цвітанку, але князь помер і замість нього обрали сина Радогаста. На Родень нападають гунни. Кий разом з князем Радогастом стає на битву, але гунни розбивають своїм клином лави полянських воїнів. Радогаст вмирає від стріли, Кий виявляє, що це стріла Чорного Вепра, який перекинувся на бік гуннів (втім, там його прийняли прохолодно − його дядько каган Ернак, брат княгині Чернети, змусив його цілувати чобіт свій). Кий бився до останнього, аж поки його взяли в полон і вирішили спалити разом з Радогастом і ще не похованим Божедаром; Києві вдалося втекти. А Цвітанка весь цей час була в хаті діда бжоляра і під його наглядом заставив Чорний Вепр. Цвітанка якимось дивом тікає від діда, а за нею в погоню пішли прислужники зрадника княжича.